# ファミリートレーナー エアロビスタジオ
『ファミリートレーナー エアロビスタジオ』は、1987年2月26日にバンダイ(後のバンダイナムコエンターテインメント)より発売されたファミリーコンピュータ用ゲームソフト。北米では『Dance Aerobics』のタイトルで発売された。周辺機器・ファミリートレーナーの専用ソフト第3弾。

## 概要
ファミリートレーナーのマットB面（12キー）を使用。画面の指示に従ってエアロビクスダンスを踊り、マット上のキーを手足で操作する。家庭用ゲームソフトとしては史上初めてBGMに合わせてダンスを踊る体感型ゲームであり、後年の『Dance Dance Revolution』（1998年、コナミ）や『Wii Fit』（2007年、任天堂）の原流になったタイトルとも言える。

## ゲーム内容
- エクササイズスタジオ - 画面上の指示に従って手足を使いキーを操作する。
  - スタンプ - エクササイズスタジオのコンティニュー。
- プレイスタジオ - 3種類のモードが選べるフリー形式のプログラム。
  - メロディステップ - ノルマは無く、キーを鍵盤代わりにして好きな曲を演奏出来る[1]。
  - メロディダンシング - 画面上の指示に従って「猫踏んじゃった」などの課題曲を演奏する。
  - エアロステッピング - BGMは無く、画面を見ながら指示されたキーを操作する。
- エアロビコンテスト - エクササイズスタジオに近いがノルマは無く、5・10・15・20分の各コースで画面上の指示に従って手足を使いキーを操作する。

エクササイズスタジオの全ステージをクリアすると「ミス・エアロビ」の称号を授与される。

## 評価
ゲーム誌『ファミリーコンピュータMagazine』の読者投票による「ゲーム通信簿」での評価は以下の通り16.59点（満30点）となっている。
| 項目 | キャラクタ | 音楽 | 操作性 | 熱中度 | お買得度 | オリジナリティ | 総合  |
| 得点 | 2.93       | 2.77 | 2.68   | 2.75   | 2.56     | 2.90           | 16.59 |